# Фессман, Фриц
Фриц Фессман (нем. Fritz Fessmann; 25 декабря 1913 — 11 октября 1944) — немецкий офицер, участник Второй мировой войны. Кавалер Рыцарского креста с Дубовыми листьями и Мечами.

## Начало карьеры
В ноябре 1935 года поступил на военную службу (в моторизованный разведбатальон). В 1937 году получил звание унтер-офицера. В августе 1939 года в звании фельдфебеля принят на офицерские курсы.

## Вторая мировая война
В составе моторизованного разведбатальона 4-й танковой дивизии участвовал в Польской кампании, награждён Железным крестом 2-й степени.
В январе 1940 года присвоено звание лейтенант резерва (то есть без окончания военного училища), назначен командиром взвода в разведбатальоне. За участие во Французской кампании награждён Железным крестом 1-й степени.
С 22 июня 1941 года участвовал в боях с частями Красной Армии на территории Белоруссии, затем в районе Смоленска. В октябре 1941 года награждён Рыцарским крестом. С 1942 года — в боях в районе Орла, с октября 1942 года — командир роты мотоциклетного разведбатальона, старший лейтенант. В конце ноября 1942 года был тяжело ранен в Сталинграде и эвакуирован в Германию.
В начале января 1943 года награждён Дубовыми листьями (№ 170) к Рыцарскому кресту и произведён в звание капитана. В июне 1943 года был выписан из госпиталя, направлен преподавателем в училище танковых войск. В конце июня 1944 года назначен командиром разведбатальона 5-й танковой дивизии (в Литве). В августе 1944 года получил ранение, но остался в строю. 11 октября 1944 года погиб при отражении советской танковой атаки в районе города Тильзит (Восточная Пруссия).
23 октября 1944 года посмертно награждён Мечами (№ 103) к Рыцарскому кресту с Дубовыми листьями и произведён в звание майора.